# Ovo je Balkan
Ovo je balkan (på serbiska: Ово je Балкaн "Detta är Balkan") är en låt av Goran Bregović som framförs av Milan Stanković. Låten representerades av Serbien i Eurovision Song Contest 2010. En version på spanska med titeln Oye Balcanes (Hej Balkan) släpptes 11 april 2010.